# Софьюшкина аллея
Софьюшкина аллея — историческая и единственная пешеходная аллея классического типа в Уфе — деревья на ней высажены в шахматном порядке параллельно друг другу с двух сторон пешеходной дорожки. Расположена по центральным осям улиц Тукаева и Зайнуллы Расулева, начинается от Советской улицы и заканчивается улицей Салавата. Имеет Г-образную форму: спускается от Семинарской горы вниз и, поворачивая, проходит по Случевской (Шугуровской) горе. Одна из достопримечательностей Уфы, непосредственно связанная с дворянским родом Аксаковых.

## История

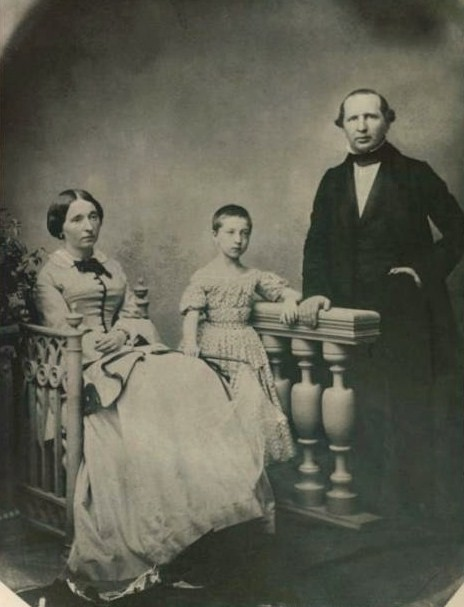
Уфимский губернатор Григорий Сергеевич Аксаков с женой Софьей Александровной и дочерью Ольгой

Первая прогулочная липовая аллея в городе по Воскресенской улице и в Случевском переулке была заложена по инициативе попечительницы городского театра и сиротского приюта Софьи Александровны Аксаковой, жены первого уфимского губернатора Григория Аксакова, в начале 1860-х годов как часть Театрального (Софийского) сада. Однако в разговорной речи закрепилось название Софьюшкина аллея. Непосредственно сам Театральный сад был заложен в 1860 году, и располагался в квартале Воскресенской, Садовой (ныне — улица Александра Матросова), Большой Ильинской и Телеграфной улиц; он также в народе назывался иногда Софьюшкиным садом.
Изначально, помимо лип, здесь были высажены яблони, груши, клёны, берёзы, рябины. Такая планировка обеспечивала красочную палитру аллеи на протяжении почти всего года — с ранней весны, когда цветут яблони, до багряных кленовых листопадов поздней осенью.
К началу XXI века аллея пришла в упадок. Была снесена окружавшая её узорная чугунная решётка, яблони и груши были спилены. Асфальт на пешеходной дорожке не меняли десятки лет. Оставшуюся без ограждения аллею заставляли автомобилями по периметру.

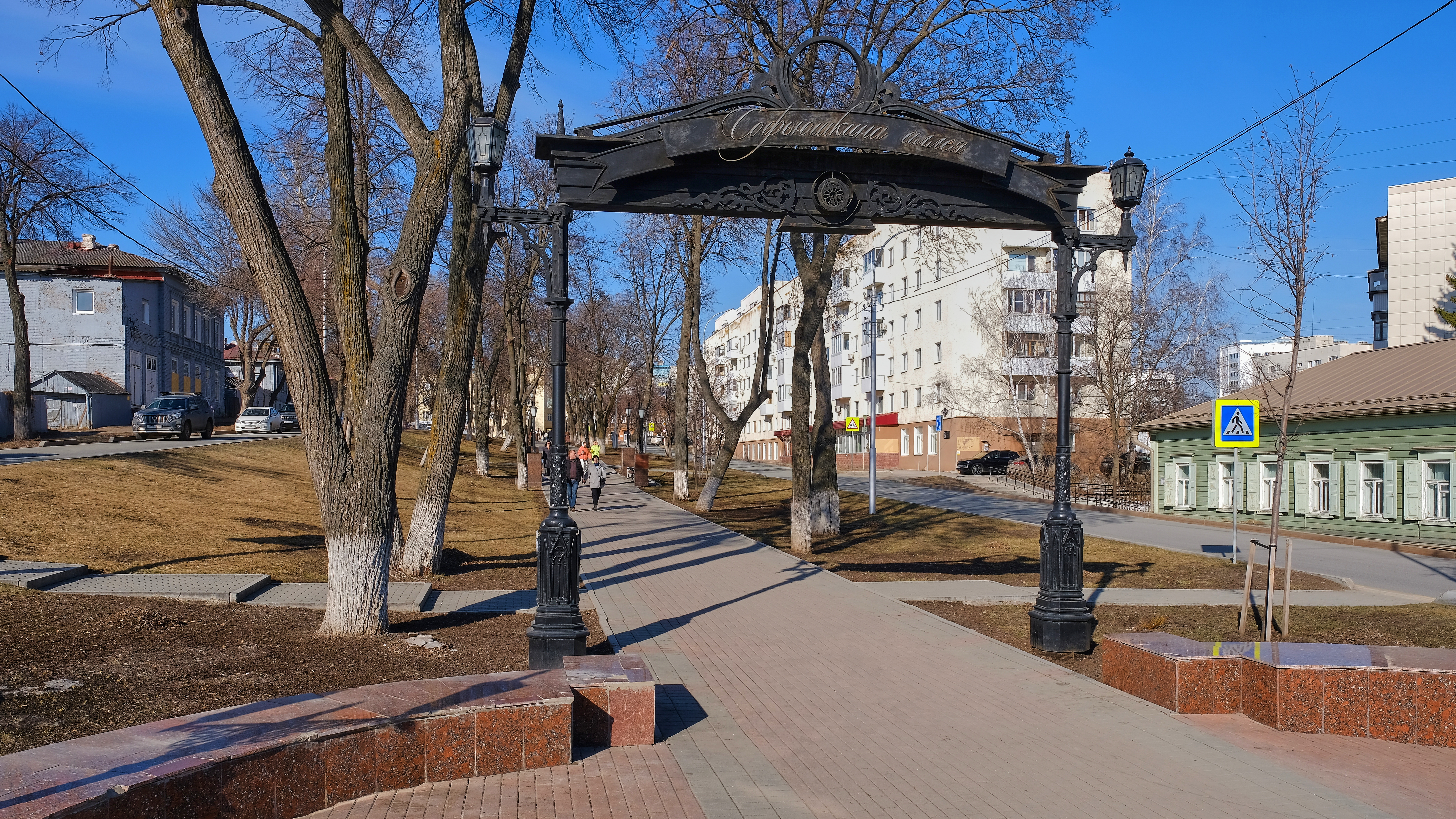
Аллея со стороны сада Салавата Юлаева

В конце лета 2012 года была капитально реконструирована — пешеходная дорожка выложена кирпичной брусчаткой, установлены фонари на мраморных постаментах, литые скамейки и две арки с названием аллеи в начале и конце. Торжественно открыта 21 сентября 2012 года в 17:00.

## Достопримечательности
Аллея соединяет между собой парк Ленина (бывший Ушако́вский парк), сквер Зии Нуреева и ансамбль Соборной площади с садом Салавата Юлаева (бывший Случевский парк).
Вдоль неё расположены Дом Губернатора, Здание Уфимского губернского окружного суда, Здание Уфимского Епархиального Духовного женского училища, Здание приюта для мальчиков, Первая соборная мечеть Уфы и её ансамбль, Дом Сулеймановых (А. А. Кийкова), Дом М. Т. Султановой, Здание медресе «Гусмания», Дом Тевкелевых, Мемориальный дом-музей Сергея Аксакова.